# Fred Houdlett Albee
Fred Houdlett Albee (ur. 13 kwietnia 1876 w Alna w stanie Maine, zm. 15 lutego 1945 w Nowym Jorku) – amerykański lekarz, ortopeda; autor prac z zakresu medycyny.

## Działalność
Studiował medycynę na Harvardzie. Pracował w Cornell Clinic w Nowym Jorku. Zajmował się nowoczesnymi zabiegami w chirurgii układu kostnego. W roku 1911 przeprowadził operację przeszczepu kostnego w gruźlicy kręgosłupa. 

### Publikacje
- 1915: Bone-Graft Surgery (Philadelphia, W. B. Saunder Co., and London)
- 1919: Orthopaedic and Reconstruction Surgery (Philadelphia and London)
- 1937: Injuries and diseases of the hip; surgery & conservative treatment (New York, Hoeber; z Robertem Louisem Prestonem)
- 1945: Surgery of the spinal column (Philadelphia, Davis; z Earlem Jenningsem Powersem i Haroldem Clyde'em McDowellem)